# 中国人民解放军火箭军第六十二基地
中国人民解放军火箭军第六十二基地，位于云南省昆明市，是中国人民解放军火箭军的基地之一。

## 沿革
1966年6月，成立中国人民解放军第二炮兵第五十三基地指挥部（三〇四工程指挥部）（总字一二二部队）。1968年2月起，进驻云南省建水县，进行导弹阵地建设。1968年5月25日，中央军委批准将三〇四工程指挥部改称中国人民解放军第二炮兵第五十三基地，属于中国人民解放军昆明军区（1985年昆明军区撤销，改隶中国人民解放军成都军区）。1994年10月后，调整为副军级单位。2015年1月21日，中共中央总书记、国家主席、中央军委主席习近平视察该基地。2016年，在深化国防和军队改革中，改组中国人民解放军火箭军第五十三基地。
2017年4月18日，中共中央总书记、国家主席、中央军委主席习近平在北京八一大楼接见新调整组建的84个军级单位主官，并对各单位发布训令；中共中央政治局委员、中央军委副主席许其亮宣读习近平主席签发的中央军委关于调整组建军兵种部队和省军区系统军级单位的命令、决定。在这次军级单位调整组建中，以中国人民解放军火箭军第五十三基地为基础，调整组建中国人民解放军火箭军第六十二基地。

## 编制
| 司令部 | 昆明（24.9888,102.8346） |            | 有核   |                    |
| 621旅  | 宜賓（28.7606,104.7914） | 東風-21A   | （是） |                    |
| 622旅  | 玉溪（24.3601,102.4942） | 東風-31A   | 是     | 前東風-21A旅       |
| 623旅  | 柳州（24.3856,109.5726） | 東風-10A   | 否     | 第1個東風-10A旅    |
| 624旅  | 儋州（19.4721,109.4570） | 東風-21C/D | 否     | 基地建造中         |
| 625旅  | 建水（23.7345,102.8713） | 東風-26    | 是     | 可能第3個東風-26旅 |
| 626旅  | 清遠（23.6845,113.1768） | 東風-26    | 是     | 可能第2個東風-26旅 |

## 历任领导
中国人民解放军火箭军第五十三基地
| 司令员 - 贺进恒（1968年—1975年8月） - 张英才（？—？） - 潘日源 少将（1985年8月—1990年6月） - 魏其生 少将（1990年6月—1994年12月） - 戚庆伦 少将（1994年12月—1996年12月） - 包富红 少将（？—？） - 王本志 少将（1999年12月—2002年12月） - 魏凤和 少将（2002年12月—2005年1月） - 高秀仁 少将（2005年1月—2007年12月） - 周亚宁 少将（2007年12月—2011年11月） - 邵元明 少将（2011年12月—2012年12月） - 李洪军 少将（2013年1月—2015年3月） - 李玉超 少将（2015年3月—2016年7月） - 夏小平 少将（2016年7月—2017年） 副司令员 …… - 李力兢（？—1979年） - 张英才（？—？） …… - 魏其生 少将（1985年8月—1990年6月） - 赵承业 少将（1992年11月—1996年12月） - 刘鸿信 少将（1993年12月—1998年12月） - 王杰 大校（1996年12月—2001年7月） - 宋建会 大校（2001年12月—？） - 刘保进 大校（2003年12月—？） - 李文耀 大校（？—？） - 孙金明 大校（？—？） - 李友成 大校（？—2015年10月） - 李志 大校（？—2017年） - 邓玉恩 大校（？—？） - 于宗宝 大校（2016年—2017年） | 政治委员 - 熊志生（1968年—1979年1月） - 于克（1979年1月—1983年6月） - 蔡震 少将（？—？） - 郑延欣 少将（1990年12月—1994年10月） - 薛爱民 少将（1994年10月—1995年11月） - 郭晋才 少将（？—？） - 张孝忠 少将（1998年4月—2000年2月） - 乔东松 少将（2000年2月—2002年7月） - 郭俊波 少将（2002年7月—2003年6月） - 冯传生 少将（2003年6月—2006年8月） - 唐国庆 少将（2006年8月—2008年11月） - 张升民 少将（2008年11月—2009年6月） - 马力 少将（2009年10月—2011年6月） - 穆修栋 少将（2011年12月—2014年12月） - 张有祥 少将（2014年12月—2017年） 副政治委员 …… - 郑延欣 少将（1985年8月—1990年12月） - 贾文先 少将（1987年11月—1994年8月） - 范振山 少将（1988年8月—1993年12月） - 杨慧忠 少将（1990年6月—1995年12月） - 李存堂 少将（1992年10月—1996年12月） - 边明光 少将（1992年10月—1997年12月） - 李显文 大校（1997年12月—1999年7月） - 王遂群 大校（2000年12月—2003年1月） - 于瑞田 大校（2003年1月—？） - 郭长清 大校（2003年12月—？） - 刘保进 大校（？—2007年） - 张光 大校（？—？） - 管厚清 大校（？—2017年） |

| 参谋长 - 李力兢（1968年—？） …… - 赵传璐（1990年6月—1995年8月） - 王杰（1995年8月—2001年7月） - 康宏贵（2001年7月—2007年） - 周亚宁（2007年6月—2008年2月） - 孙金明（？—？） - 谈建明（？—2013年） - 夏小平（2013年—2016年7月） | 政治部主任 …… - 李景华（1985年8月—1988年8月） - 董海钧（1992年10月—1998年3月） …… - 刘传彪（2003年8月—？） - 陈新平（？—？） - 张凤中（？—2016年） |

| 总工程师 …… - 戴隆淦 少将（？—？） - 于宗宝 少将（？—2016年） | 副总工程师 |

中国人民解放军火箭军第六十二基地
| 司令员 副司令员 | 政治委员 副政治委员 |

| 参谋长 | 政治工作部主任 |

| 总工程师 | 副总工程师 |